# 張少林
張 少林 (客家語:Chong Saulin、1946年 - )はマレーシア出身のマルチタレント。

## 生涯
セランゴール州に生まれる。祖籍は広東省恵州の淡水の客家人であり、客家語の歌手を志して1978年に歌手デビューした。以後、東南アジア中心に名前が知られる様になり、【客家歌神】の称号を貰う様になる。
その後は喜劇俳優や映画俳優としても活躍する様になり、映画ナシレマ2.0では歌手のNameweeと共演を果たした。
様々なポップス･民謡を客家語でカヴァーする事でも知られる。日本の作品のカヴァーではセメントミキサーズの代表曲『真っ赤な夕陽が燃えている』を『見人講鬼話』で歌った物が知られている。一方で、第二次世界大戦中の日本のマラヤ侵略による華人住民への蛮行を風刺した『番薯』も手掛けており、日本への思いは善悪是非である。
近年ではトランスやヒップホップ調の作品もリリースする様になり、若者への評価も高まって来ている。

## 交友関係
同じ客家系の演歌歌手である荘学忠や、映画で共演したNameweeと交友がある(荘学忠も同じくセランゴール州出身で、PVでの共演歴あり)。

## 日本曲のカヴァー作品
- 見人講鬼話/原曲:真っ赤な夕陽が燃えている(セメントミキサーズ)
- 情茫茫/原曲:夜空(五木ひろし)
- 大家撈得起(広東語)/原曲:情熱の砂漠(ザ・ピーナッツ)
- 输哂哩/おさらば東京(三橋美智也)
- 人生有几多十年/心のこり(中村泰士)